# Podomyrma kraepelini
Podomyrma kraepelini é uma espécie de formiga do gênero Podomyrma, pertencente à subfamília Myrmicinae.